# Клуб «Коттон»
«Клуб „Коттон“» (англ. The Cotton Club) — американский гангстерский кинофильм 1984 года режиссёра Фрэнсиса Форда Копполы. Две номинации на премию «Оскар» (лучшая работа художника-постановщика и лучший монтаж).

## Сюжет
Сюжет фильма закручен вокруг на самом деле существовавшего  
клуба «Коттон»; многие персонажи имеют реальных прототипов в американской истории 1920-х годов.
Действие происходит в 1928—1930 годах. Главный герой — трубач Майкл «Дикси» Дуайр, которого приближает к себе один из боссов американской мафии «Голландец Шульц». Дикси ждёт блестящая музыкальная и актёрская карьера, но на свою беду он влюбляется в подружку Голландца Веру Цицеро.
Эта любовная интрига происходит во время разборок за сферы влияния между Голландцем Шульцем, владельцем клуба «Коттон» Оуни Мэдденом и другими боссами мафии. Вера и Дикси оказываются между молотом и наковальней.
Ещё одной сюжетной линией является история двух братьев — танцоров клуба, степистов Сэндмена и Клея Уильямсов, а также романтические взаимоотношения Сэндмена и мулатки Лайлы. Основные события сюжета происходят на фоне музыкальных номеров, разыгрывающихся на сцене клуба.

## В ролях
- Ричард Гир — Майкл «Дикси» Дуайр
- Дайан Лейн — Вера Цицеро
- Грегори Хайнс — Делберт «Сэндмен» Уильямс
- Лонетт Макки — Лайла Роуз Оливер
- Боб Хоскинс — Оуни Мэдден
- Джеймс Ремар — Голландец Шульц
- Аллен Гарфилд — «Аббадабба» Берман
- Фред Гуинн — Френчи Демандж
- Николас Кейдж — Винсент Дуайр
- Том Уэйтс — Ирвинг Старк
- Рон Карабацос — Майк Бест
- Эд О’Росс — Монк
- Джулиан Бек — Сол
- Гвен Вердон — миссис Тиш Дуайр
- Дженнифер Грей — Пэтси Дуайр
- Лоренс Фишберн — Бампи
- Джо Даллесандро — Чарльз «Лаки» Лучано
- Телма Карпентер — Норма
- Ларри Маршалл — Кэб Кэллоуэй
- Новелла Нельсон — Мадам Клэр
- Джон П. Райан — Джо
- Уинонна Смит — Уинни
- Дайан Венора — Глория Свенсон
- Вуди Строуд — Холмс
- Леонард Термо — Дэнни
- Гленн Уитроу — Эд
- Зейн Марк — Дюк Эллингтон
- Грегори Розакис — Чарли Чаплин
- Валери Петтифорд — танцовщица
- Сюзанн Каарен — «герцогиня Парк-авеню» (в титрах не указана)

## Награды и номинации
- 1985 — номинации на премию «Оскар»
  - Лучшая работа художника-постановщика
  - Лучший монтаж
- 1985 — номинации на «Золотой Глобус»
  - Лучший фильм, лучший режиссёр
- 1985 — номинации на «Золотую малину»
  - Худшая женская роль второго плана (Дайан Лейн)
- 1986 — Премия BAFTA:
  - Лучший дизайн костюмов
- номинации на премию BAFTA:
  - Лучший звук

## Сборы
Фильм провалился в прокате. При бюджете около 58 млн долларов он окупил едва половину.